# Base aérea de Trier

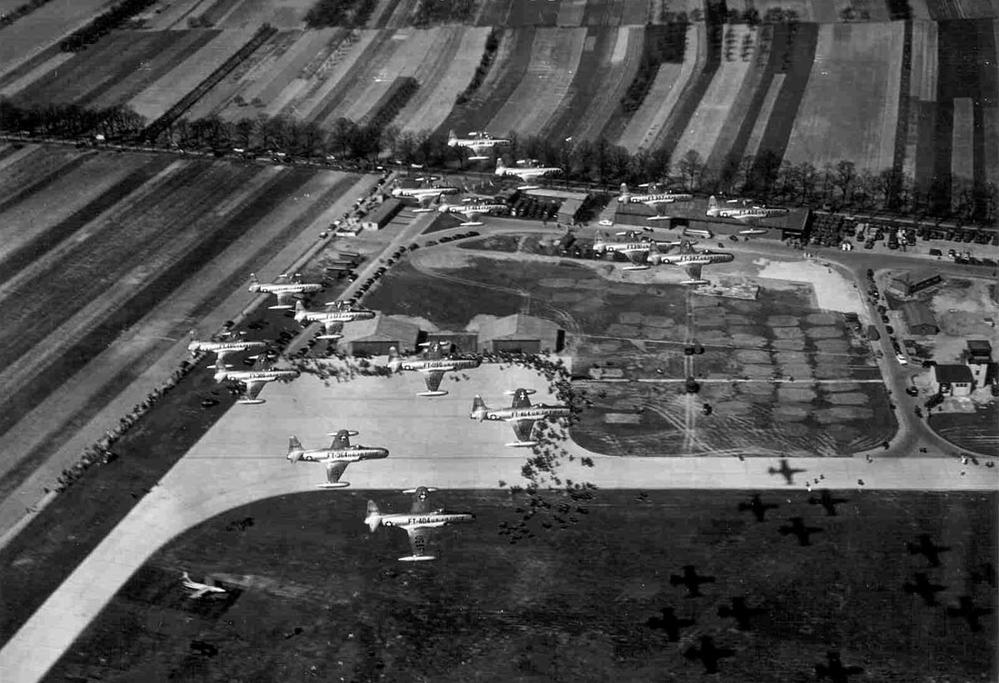
Lockheed F-80 Shooting Star a voar pelos céus da base aérea.

A Base aérea de Trier é uma antiga base militar localizada a 5 km a sudoeste de Trier, na Alemanha.
Criada em 1910, foi usada pela Luftstreitkräfte durante a Primeira Guerra Mundial. Depois do conflito, foi ocupada pelos aliados. Com a renuncia do Tratado de Versalhes, a Alemanha Nazi voltou a ocupar militarmente a base, atribuindo-a à Luftwaffe, onde nela operaram a Jagdgeschwader 53, a Jagdgeschwader 52, aLehrgeschwader 1, a Zerstörergeschwader 1, a Zerstörergeschwader 76, a Kampfgeschwader 2, entre outras. Depois da Segunda Guerra Mundial, foi ocupada novamente pelos aliados e subsequentemente pela NATO até 1977, altura em que a base foi transformada num parque industrial.